# Daniel Sjölund
Daniel Sjölund, även kallad Daja, född 22 april 1983 i Finström, är en finländsk (åländsk) före detta fotbollsspelare (mittfältare / anfallare) och landslagsspelare för Finland. Säsongen 2019 avslutade han sin aktiva spelarkarriär med en sista säsong för åländska IFK Mariehamn.

## Karriär
Sjölund föddes 1983 i Pålsböle på Åland. Han spelade snart fotboll i IF Finströms Kamraterna och IFK Mariehamn på Åland. Han flyttade till Jakobsberg för att börja läsa på fotbollsgymnasiet där, samtidigt som han fortsatte sin karriär i Brommapojkarna.
Som 16-åring värvades Sjölund till West Ham i England. Som 17-åring fick han A-lagskontrakt med Liverpool. Sjölund ådrog sig dock en skada i foten och blev borta från spel i sex månader. När han återkom i spelbart skick under vintern 2002/2003 beslöt Liverpool att låna ut honom till Djurgårdens IF, som just skulle påbörja sin säsong, för att han skulle utvecklas bättre när han fick spela i ett A-lag.
Under säsongen 2003, hans första i Djurgårdens IF, blev "Daja" stor hjälte då han slog in det avgörande 3-2-målet mot Hammarby under höstderbyt vilket gav laget guldchanser.
I november 2003 enades Djurgårdens IF och Liverpool om en övergång för Sjölund, och Djurgårdens IF värvade honom då till fullo. Kontraktet med Djurgårdens IF har förlängts till 31 december 2009.
Sjölund inledde sin karriär i Djurgården som anfallare, oftast till vänster i 4-3-3-uppställningen, men fick med åren successivt byta till rollen som offensiv mittfältare, alternativt en annan mittfältsroll.
Under första halvan av Allsvenskan 2008 var Sjölund borta från spel efter sjukdom. I omgång 16 (mot Helsingborgs IF den 27 juli) gjorde Sjölund "comeback" med ett inhopp. I omgång 18 (borta mot Malmö FF) gjorde han "comeback" i startelvan och gjorde sitt första mål för säsongen.
Sjölund har vid tre tillfällen avgjort allsvenska matcher mellan Malmö FF och Djurgården på Malmö Stadion: 2005 (3-1-målet), 2006 (1-0-målet) och 2008 (2-1-målet). Sjölunds mål i dessa tre möten blev även slutresultat.
Den 4 januari 2010 enades Sjölund med Djurgården om ett nytt treårskontrakt. I samband med det nya kontraktet sa han så här till Djurgårdens officiella hemsida:
- Jag har trivts väldigt bra under mina år i Djurgården och det är viktigare än pengar, målet har hela tiden varit att hitta en lösning. Dessutom tror jag att vi har en mycket spännande säsong framför oss. Det känns mycket bra, menar Daniel Sjölund.
Den 5 november 2012 meddelade Djurgården att man inte förlänger Sjölunds kontrakt som gällde till slutet av år 2012. Därmed lämnade Sjölund Djurgården efter 10 säsonger och 205 allsvenska matcher samt flera matcher i Svenska Cupen, europacuperna och Royal League.
Den 4 februari 2013 presenterades Sjölund som ny spelare för Åtvidabergs FF. Där spelade han fram till och med 2014 när han mitt under säsongen skrev på för den allsvenska konkurrenten IFK Norrköping. Dock lyckades inte IFK Norrköping köpa loss honom och han blev först IFK Norrköping-spelare till säsongen 2015.
Den 20 december 2018 presenterade IFK Mariehamn Sjölunds återkomst i "Grönvitt" inför säsongen 2019. Datumet var symboliskt valt, då det var 20 år sedan Sjölund lämnade IFK Mariehamn för Brommapojkarna för att sedan fortsätta fotbollskarriären i England. Sjölunds behöll dessutom samma tröjnummer som i IFK Norrköping – nummer 20.
Den 16 oktober 2019 meddelade Sjölund att han efter säsongen lägger skorna på hyllan. Sista matchen spelades den 3 november 2019 mot FC Honka i fotbollsligans Europa League-playoff och slutade med en uddamålsförlust.

## Personligt
Daniel Sjölund är av åländsk härkomst och sambo med restaurangchefen och matbloggaren Johanna Karlsson. Tillsammans har de två söner (födda 2014, 2016) och en dotter (född 2018). Sjölund har en syster vid namn Annica Sjölund som inför säsongen 2010 skrev på för Jitex:s damlag. Har även en äldre bror, Peter Sjölund, som spelade för IFK Mariehamn, som sedan säsongen 2005 ligger i den högsta ligan i Finland, Tipsligan. Daniel Sjölunds modersmål är svenska och han kan inte tala finska. Med landslagskamraterna talar han helst engelska.

## Meriter
- Mästare, Allsvenskan: 2003, 2005, 2015
- Mästare, Svenska Cupen: 2004, 2005
- A-landslagsspelare
- U21-landslagsspelare
- Utmärkelsen "Årets Mål" år 2005 i Allsvenskan [7]

- Han blev även utnämnd till Årets Järnkamin 2008 av Djurgårdens supportergrupp Järnkaminerna.

## Statistik

### Klubblag
| Klubb             | Säsong         | Liga             | Liga    | Liga | Nationell cup | Nationell cup | Europaspel | Europaspel | Totalt  | Totalt |
| Klubb             | Säsong         | Division         | Matcher | Mål  | Matcher       | Mål           | Matcher    | Mål        | Matcher | Mål    |
| ----------------- | -------------- | ---------------- | ------- | ---- | ------------- | ------------- | ---------- | ---------- | ------- | ------ |
| IFK Mariehamn     | 1998           | Tvåan            | 18      | 4    | 0             | 0             | -          | -          | 18      | 4      |
| IFK Mariehamn     | 1999           | Tvåan            | 9       | 7    | 0             | 0             | -          | -          | 9       | 7      |
| IFK Mariehamn     | Totalt         | Totalt           | 27      | 11   | 0             | 0             | -          | -          | 27      | 11     |
| IF Brommapojkarna | 1999           | Division 1 Norra | 9       | 0    | 0             | 0             | -          | -          | 9       | 0      |
| IF Brommapojkarna | Totalt         | Totalt           | 9       | 0    | 0             | 0             | -          | -          | 9       | 0      |
| West Ham United   | 1999-00        | Premier League   | 0       | 0    | 0             | 0             | 0          | 0          | 0       | 0      |
| West Ham United   | 2000-01        | Premier League   | 0       | 0    | 0             | 0             | 0          | 0          | 0       | 0      |
| West Ham United   | Totalt         | Totalt           | 0       | 0    | 0             | 0             | 0          | 0          | 0       | 0      |
| Liverpool FC      | 2000-01        | Premier League   | 0       | 0    | 0             | 0             | 0          | 0          | 0       | 0      |
| Liverpool FC      | 2001-02        | Premier League   | 0       | 0    | 0             | 0             | 0          | 0          | 0       | 0      |
| Liverpool FC      | 2002-03        | Premier League   | 0       | 0    | 0             | 0             | 0          | 0          | 0       | 0      |
| Liverpool FC      | Totalt         | Totalt           | 0       | 0    | 0             | 0             | 0          | 0          | 0       | 0      |
| Djurgårdens IF    | 2003           | Allsvenskan      | 19      | 3    | 3             | 1             | 1          | 0          | 23      | 4      |
| Djurgårdens IF    | 2004           | Allsvenskan      | 17      | 1    | 4             | 3             | 2          | 0          | 23      | 4      |
| Djurgårdens IF    | 2005           | Allsvenskan      | 22      | 7    | 6             | 6             | 2          | 0          | 30      | 13     |
| Djurgårdens IF    | 2006           | Allsvenskan      | 26      | 2    | 3             | 0             | 2          | 0          | 31      | 2      |
| Djurgårdens IF    | 2007           | Allsvenskan      | 23      | 5    | 1             | 0             | -          | -          | 24      | 5      |
| Djurgårdens IF    | 2008           | Allsvenskan      | 10      | 1    | 0             | 0             | 3          | 0          | 13      | 1      |
| Djurgårdens IF    | 2009           | Allsvenskan      | 19      | 3    | 0             | 0             | -          | -          | 19      | 3      |
| Djurgårdens IF    | 2010           | Allsvenskan      | 14      | 0    | 0             | 0             | -          | -          | 14      | 0      |
| Djurgårdens IF    | 2011           | Allsvenskan      | 28      | 2    | 2             | 1             | -          | -          | 30      | 3      |
| Djurgårdens IF    | 2012           | Allsvenskan      | 27      | 3    | 1             | 0             | -          | -          | 28      | 3      |
| Djurgårdens IF    | Totalt         | Totalt           | 205     | 27   | 20            | 11            | 10         | 0          | 235     | 38     |
| Åtvidabergs FF    | 2013           | Allsvenskan      | 28      | 6    | 4             | 1             | -          | -          | 32      | 7      |
| Åtvidabergs FF    | 2014           | Allsvenskan      | 23      | 0    | 3             | 1             | -          | -          | 27      | 1      |
| Åtvidabergs FF    | Totalt         | Totalt           | 51      | 6    | 7             | 2             | -          | -          | 58      | 8      |
| IFK Norrköping    | 2015           | Allsvenskan      | 28      | 2    | 5             | 0             | -          | -          | 33      | 2      |
| IFK Norrköping    | 2016           | Allsvenskan      | 27      | 2    | 5             | 0             | 2          | 0          | 34      | 2      |
| IFK Norrköping    | 2017           | Allsvenskan      | 25      | 1    | 4             | 0             | 3          | 0          | 32      | 1      |
| IFK Norrköping    | 2018           | Allsvenskan      | 8       | 1    | 3             | 0             | -          | -          | 11      | 1      |
| IFK Norrköping    | Totalt         | Totalt           | 88      | 6    | 17            | 0             | 5          | 0          | 110     | 6      |
| IFK Mariehamn     | 2019           | Tipsligan        | 23      | 0    | 3             | 1             | -          | -          | 26      | 1      |
| IFK Mariehamn     | Totalt         | Totalt           | 23      | 0    | 3             | 1             | -          | -          | 26      | 1      |
| Hela karriären    | Hela karriären | Hela karriären   | 403     | 50   | 48            | 14            | 15         | 0          | 465     | 64     |

### Landslag
| Säsong | Matcher | Mål | Källa |
| ------ | ------- | --- | ----- |
| 2003   | 2       | 0   |       |
| 2004   | 2       | 0   |       |
| 2005   | 4       | 1   |       |
| 2006   | 1       | 0   |       |
| 2007   | 6       | 0   |       |
| 2008   | 3       | 1   |       |
| 2009   | 4       | 0   |       |
| 2010   | 4       | 0   |       |
| 2011   | 5       | 0   |       |
| 2012   | 6       | 0   |       |
| Totalt | 37      | 2   | [ 8 ] |

Enligt Finska Fotbollförbundet.